# Neeme Järvi
Neeme Järvi (født 7. juni 1937 i Tallinn) er en estisk dirigent.

## Biografi
Han studerede slagtøj og kordirektion ved musikskolen i Tallinn og senere orkesterdirektion ved Sankt Petersborg Konservatorium hos bl.a. Jevgenij Mravinskij. Han startede sin dirigentkarriere som dirigent for henholdsvis Estlands Radiosymfoniorkester og Estland Nationaloperas orkester. I 1971 vandt han førsteprisen i den internationale dirigentkonkurrence ved Accademia Nazionale di Santa Cecilia i Rom. I 1980 immigrerede han med sin familie til USA og fik amerikansk statsborgerskab i 1987.
I 1982 blev Järvi chefdirigent for Göteborgs Symfoniker, en post han beholdt til 2004 og som resulterede i en række pladeindspilninger for pladeselskabet BIS. Andre positioner inkluderer chefdirigentstillingerne ved Royal Scottish National Orchestra fra 1984 til 1988 og Detroit Symphony Orchestra fra 1990 til 2005 samt stillingen som musikdirektør for New Jersey Symphony Orchestra fra 2005 til 2009. Fra 2005 har Järvi været chefdirigent for Het Residentie Orkest i Haag.
Järvi har dirigeret mere end 150 orkestre verden over.
Som dirigent er Järvi kendt for sit usædvanligt store repertoire. Udover standardrepertoiret har han været en forkæmper for mindre kendt musik. Han er sandsynligvis mest kendt for sine fortolkninger af det nordiske og russiske orkesterrepertoire.
Järvi har sammen med sin kone Liilia Järvi sønnerne Paavo Järvi og Kristjan Järvi, som begge er ledende orkesterdirigenter, og datteren Maarika Järvi, som er fløjtenist.

## Pladeindspilninger
Neeme Järvi er med sine over 400 pladeindspilninger en af de mest produktive dirigenter gennem tiderne. Han har haft et nært samarbejde med pladeselskaberne BIS og Chandos, men har også foretaget en række indspilninger for Deutsche Grammophon, EMI og BMG. Blandt de mest kendte indspilninger hører komplette symfonicyklusser af Bohuslav Martinů (BIS), Jean Sibelius (BIS i 1980-tallet, indspillet igen på Deutsche Grammophon 20 år senere), Antonín Dvořák (Chandos), Sergej Prokofjev (Chandos) og Eduard Tubin (BIS). Hans indspilninger af samtlige orkesterværker af Edvard Grieg på Deutsche Grammophon fik også strålende kritik.

## Priser og udmærkelser (udvalg)
- 1991 – Hugo Alfvénprisen